# NGC 4921
NGC 4921是一個后髮座星系團內的棒旋星系，位於后髮座，距離地球約3.2億光年這個星系有一個帶有棒狀結構的核心，周圍由含有新形成的高溫藍色恆星的明顯塵埃環環繞。它的外部則是不尋常地平滑，且欠缺明顯的螺旋臂結構。

## 觀測
1976年加拿大籍荷蘭天文學家西德尼·范德胡斯特因為NGC 4921的低恆星形成率，將它歸類為「蒼白星系」。他對該星系的紀錄是「一個極低表面亮度，並且螺旋臂結構分散的星系」。儘管如此，它是后髮座星系團內最明亮的螺旋星系。NGC 4921位於星系團中心附近，因此相對於星系團平均速度而言有高相對速度（7,560 km/s）。21公分線的觀測結果顯示它的內部缺少 H I 區域，代表它的中性未電離氫含量並不高。星系內的氣體分布在往東南螺旋臂的方向部分被高度擾動，並且延伸量少於星系的可見光盤面。這可能是從星系被剝離的氣體和星系際介質交互作用的結果。
1959年5月4日，米爾頓·赫馬森在帕洛马山天文台以施密特望遠鏡在NGC 4921內發現一顆超新星SN1959B。該顆超新星位置看起來距離星系中心相當遠，亮度最高達到視星等18.5等，光變曲線相當類似後來在大麦哲伦星系的SN 1987A，兩者都有不尋常的測光狀態。